# Liste von Hallo-Welt-Programmen/Höhere Programmiersprachen
Dies ist eine Liste von Hallo-Welt-Programmen für gebräuchliche höhere Programmiersprachen. Für jede Sprache wird vorgeführt, wie man in ihr die einfache Aufgabe löst, den Text „Hallo Welt!“ auf den Bildschirm auszugeben. Weitere Beispiele für grafische Benutzeroberflächen, Web-Technologien, exotische Programmiersprachen und Textauszeichnungssprachen sind unter Liste von Hallo-Welt-Programmen/Sonstige aufgeführt; Beispiele in Assembler für verschiedene Plattformen finden sich unter Liste von Hallo-Welt-Programmen/Assembler. Das kürzeste Hallo-Welt-Programm liefert die Programmiersprache APL, das zweitkürzeste Forth. Beide kommen dabei ohne Funktions- oder Schlüsselwort aus.

## A

### ABAP
```
REPORT
 
Z_HALLO_WELT
.

WRITE
 
'Hallo Welt!'
.

```

### ActionScript
```
trace
(
'Hallo Welt'
);

```

ActionScript 3.0 und unter Benutzung der DocumentClass:
```
package
 
{

    
import
 
flash.display.Sprite
;

    
public
 
class
 
Main
 
extends
 
Sprite
 
{

        
public
 
function 
Main
()
 
{

            
trace
(
 
"Hallo Welt!"
 
);

        
}

    
}

}

```

### Ada
```
with
 
Ada.Text_IO
;

procedure
 
Hallo
 
is

begin

    
Ada
.
Text_IO
.
Put_Line
 
(
"Hallo Welt!"
);

end
 
Hallo
;

```

Für eine Erklärung des Programms siehe Ada Programming/Basic in den englischsprachigen Wikibooks.

### Algol 60
```
'BEGIN'

    
OUTSTRING
(
2
,
'('HALLO WELT')');

'END'

```

Bei der Sprachdefinition von ALGOL 60 wurden die Ein-/Ausgabeanweisungen ausdrücklich von der Standardisierung ausgenommen, so dass deren Implementierungen stark zwischen den Compilern variieren. So wird dieser Text bei der Electrologica X1 (nach vorheriger Wahl des Ausgabekanals mit SELECTOUTPUT(2); ) mit WRITETEXT('('HALLO WELT')'); statt mit dem OUTSTRING-Befehl ausgegeben.

### Algol 68
```
(
 
print
(
"Hallo Welt!"
)
 
)

```

### AMOS BASIC
```
?
 
"Hallo Welt!"

```

### APL
```
'Hallo Welt!'

```

### AppleScript
```
display
 
dialog
 
"Hallo Welt!"

```

### ASP (Active Server Pages)
```
<%

  
Response
.
Write
(
"Hallo Welt!"
)

%>

```

oder verkürzt
```
<%=
"Hallo Welt!"
%>

```

### AutoHotkey
Variante 1: eine klassische MessageBox
```
MsgBox
 
Hallo
 
Welt
!

```

Variante 2: Startet das Programm Notepad und tippt dort „Hallo Welt“ ein
```
Run
,
 
"notepad.exe"

WinWaitActive
,
 
ahk_class
 
Notepad

Send
,
 
Hallo
 
Welt
{
!
}

```

### AutoIt
Variante 1: Startet eine normale Messagebox ohne Titel
```
MsgBox
(
0
,
 
""
,
 
"Hallo Welt!"
)

```

Variante 2: Startet den Editor, wartet bis dieser aktiv ist, hält das Fenster während der Ausführung des Send-Befehls aktiv und schreibt Hallo Welt! hinein.
```
Run
(
"notepad.exe"
)

WinWaitActive
(
"[CLASS:Notepad]"
)

SendKeepActive
(
"[CLASS:Notepad]"
)

Send
(
"Hallo Welt!"
,
1
)

```

### AutoLISP
```
(
princ
 
"Hallo Welt!"
)

```

### awk
```
BEGIN
 
{
 
print
 
"Hallo Welt!"
 
}

```

## B

### B
```
main
()
 
{

    
printf
(
"Hallo Welt!"
);

}

```

### bash
```
echo
 
"Hallo Welt!"
 
;

```

### BASIC
Traditionelles, unstrukturiertes BASIC:
```
10
 
PRINT
 
"Hallo Welt!"

```

bzw. im Direktmodus:
```
?
"Hallo Welt!"

```

### Batch
Die Kommandozeilenbefehlssprache von  MS-DOS, PC DOS, DR-DOS und Windows NT.
```
@
echo
 Hallo Welt!

```

### BeanShell
```
print
(
"Hallo Welt!"
);

```

### Blitz Basic
Ohne GUI:
```
Print
 
"Hallo Welt"

WaitKey

End

```

Mit GUI (BlitzPlus)
```
window = CreateWindow("Hallo Welt! Fenster", 0, 0, 100, 80, 0, 1)

label = CreateLabel("Hallo Welt!", 5, 5, 80, 20, window)

Repeat
Until WaitEvent() = $803

```

### BlitzMax
```
Framework
 
BRL
.
StandardIO

Print
(
"Hallo Welt!"
)

```

### Boo
```
print
 
"Hallo Welt!"

```

## C

### C
```
#include
 
<stdio.h>

int
 
main
()
 
{

    
puts
(
"Hallo Welt!"
);

    
return
 
0
;

}

```

#### Cunter Benutzung derPOSIX-API
```
#include
 
<unistd.h>

const
 
char
 
HALLOWELT
[]
 
=
 
"Hallo Welt!
\n
"
;

int
 
main
(
void
)

{

    
write
(
STDOUT_FILENO
,
 
HALLOWELT
,
 
sizeof
 
HALLOWELT
 
-
 
1
);

    
return
 
0
;

}

```

#### CmitGTK
```
#include
 
<gtk/gtk.h>

gboolean
 
delete_event
(
GtkWidget
 
*
widget
,
 
GdkEvent
 
*
event
,
 
gpointer
 
data
)

{

    
return
 
FALSE
;

}

void
 
destroy
(
GtkWidget
 
*
widget
,
 
gpointer
 
data
)

{

    
gtk_main_quit
();

}

void
 
clicked
(
GtkWidget
 
*
widget
,
 
gpointer
 
data
)

{

    
g_print
(
"Hallo Welt!
\n
"
);

}

int
 
main
 
(
int
 
argc
,
 
char
 
*
argv
[])

{

    
gtk_init
(
&
argc
,
 
&
argv
);

    
GtkWidget
 
*
window
;

    
GtkWidget
 
*
button
;

    
window
 
=
 
gtk_window_new
(
GTK_WINDOW_TOPLEVEL
);

    
gtk_container_set_border_width
(
GTK_CONTAINER
(
window
),
 
10
);

    
g_signal_connect
(
G_OBJECT
(
window
),
 
"delete-event"
,
 
G_CALLBACK
(
delete_event
),
 
NULL
);

    
g_signal_connect
(
G_OBJECT
(
window
),
 
"destroy"
,
 
G_CALLBACK
(
destroy
),
 
NULL
);

    
button
 
=
 
gtk_button_new_with_label
(
"Hallo Welt!"
);

    
g_signal_connect
(
G_OBJECT
(
button
),
 
"clicked"
,
 
G_CALLBACK
(
clicked
),
 
NULL
);

    
gtk_widget_show
(
button
);

    
gtk_container_add
(
GTK_CONTAINER
(
window
),
 
button
);

    
gtk_widget_show
(
window
);

    
gtk_main
();

}

```

#### C mitWindows API
```
#include
 
<windows.h>

VOID
 
WINAPI
 
WinMainCRTStartup
(
VOID
)

{

    
MessageBox
(
HWND_DESKTOP
,
 
"Hallo Welt!"
,
 
"Mein erstes Programm"
,
 
MB_OK
);

    
ExitProcess
(
0
);

}

```

### C++
```
#include
 
<iostream>

int
 
main
()

{

    
std
::
cout
 
<<
 
"Hello, world!
\n
"
;

}

```

Die moderne Version von C++23:
```
import
 
std
;

int
 
main
()

{

    
std
::
println
(
"Hallo Welt!"
);

}

```

#### C++/CLI
```
int
 
main
()

{

    
System
::
Console
::
WriteLine
(
"Hallo Welt!"
);

}

```

#### C++/CX
```
#include
 
"stdafx.h"

#using <Platform.winmd>

using
 
namespace
 
Platform
;

[
MTAThread
]

int
 
main
(
Array
<
String
^>^
 
args
)

{

    
String
^
 
message
(
"Hallo Welt!"
);

    
Details
::
Console
::
WriteLine
(
message
);

}

```

#### C++mitgtkmm
```
#include
 
<gtkmm/main.h>

#include
 
<gtkmm/button.h>

#include
 
<gtkmm/window.h>

int
 
main
 
(
int
 
argc
,
 
char
*
 
argv
[])

{

    
Gtk
::
Main
 
m_main
(
argc
,
 
argv
);

    
Gtk
::
Window
 
m_window
;

    
Gtk
::
Button
 
m_button
(
"Hallo Welt!"
);

    
m_window
.
add
(
m_button
);

    
m_button
.
show
();

    
Gtk
::
Main
::
run
(
m_window
);

}

```

#### C++mitQt
```
#include
 
<QLabel>

#include
 
<QApplication>

int
 
main
(
int
 
argc
,
 
char
*
 
argv
[])

{

    
QApplication
 
app
(
argc
,
 
argv
);

    
QLabel
 
label
(
"Hallo Welt!"
);

    
label
.
show
();

    
app
.
exec
();

}

```

### C#
Ausgabe in der Konsole:
```
static
 
class
 
Program

{

    
static
 
void
 
Main
()

    
{

        
System
.
Console
.
WriteLine
(
"Hallo Welt!"
);

    
}

}

```

Ab C# 9 werden Anweisungen auf oberster Ebene unterstützt. Es wird keine Hauptklasse und keine Hauptmethode benötigt:
```
System
.
Console
.
WriteLine
(
"Hallo Welt!"
);

```

Ausgabe in einer Messagebox:
```
static
 
class
 
Program

{

    
static
 
void
 
Main
()

    
{

        
System
.
Windows
.
Forms
.
MessageBox
.
Show
(
"Hallo Welt"
);

    
}

}

```

### C/AL
```
MESSAGE
(
'Hallo Welt'
)

```

### Ceylon
```
// In der Datei module.ceylon

module
 
hello
 
"1.0.0"
 
{}

// In der Datei hallo.ceylon

shared
 
void
 
run
()
 
{

    
print
(
"Hallo Welt!"
);

}

```

### CIL
```
.assembly HalloWelt { }
.assembly extern mscorlib { }
.method public static void Main() cil managed
{
    .entrypoint
    .maxstack 1
    ldstr "Hallo Welt!"

    call void [mscorlib]System.Console::WriteLine(string)

    ret
}

```

### CLIST
```
WRITE
 
HALLO
 
WELT

```

### Clojure
```
(
println 
"Hallo Welt!"
)

```

### COBOL
```
000100
 
IDENTIFICATION
 
DIVISION
.

000200
 
PROGRAM
-
ID
.
 
HELLOWORLD
.

000900
 
PROCEDURE
 
DIVISION
.

001000
 
MAIN
.

001100
 
DISPLAY
 
"Hallo Welt!"
.

001200
 
STOP
 
RUN
.

```

### COLDFUSION
```
<cfset
 
beispiel
 
=
 
"Hallo Welt!"
 
>

<cfoutput>
#
beispiel
#
</cfoutput>

```

### COMAL
```
10
 
PRINT
 
"Hallo Welt!"

```

### Common Lisp
```
(
write-line
 
"Hallo Welt!"
)

```

### Component Pascal
```
MODULE
 
HalloWelt
;

IMPORT
 
Out
;

PROCEDURE
 
Output
*
;

BEGIN

   
Out
.
String
 
(
"Hallo Welt!"
);

   
Out
.
Ln
;

END
 
Output
;

END
 
HalloWelt
.

```

## D

### D
```
import
 
std
.
stdio
;

void
 
main
()
 
{

    
writeln
(
"Hallo Welt!"
);

}

```

### DarkBASIC
```
print
 
"Hallo Welt!"

wait
 
key

```

### dBASE,FoxProundClipper
Ausgabe in der nächsten freien Zeile:
```
? 
"Hallo Welt!"

```

Zeilen- und spaltengenaue Ausgabe:
```
@1,1 say 
"Hallo Welt!"

```

Ausgabe in einem Fenster:
```
wait
 window 
"Hallo Welt!"

```

### Dylan
```
define
 
method
 
hallo-welt
()

     
format-out
(
"Hallo Welt!
\n
"
);

end
 
method
 
hallo-welt
;

hallo-welt
();

```

## E

### Eiffel
```
class
 
HALLO_WELT

create

    
make

feature

    
make
 
is

    
do

        
io
.
put_string
(
"Hallo Welt!%N"
)

    
end

end

```

### ELAN
```
putline
 
(
"Hallo Welt!"
);

```

### Elixir
```
IO
.
puts
 
"Hello World"

```

oder:
```
defmodule
 
HelloWorld
 
do

    
def
 
hello
()
 
do

        
IO
.
puts
 
"Hello World!"

    
end

end

```

### EmacsLisp (Elisp)
```
(
print
 
"Hallo Welt!"
)

;; Ausgabe auf verschiedenen Wegen:

(
print
 
"Hallo Welt!"
 
t
)
      
; Ausgabe im Minibuffer (Meldungsbereich), Voreinstellung

                             
; (also das gleiche wie der erste Aufruf)

(
message
 
"Hallo, Welt!"
)
     
; auch das gleiche wie der erste Aufruf

(
print
 
"Hallo Welt!"
 
BUFFER
)
 
; Einfügen in BUFFER bei "point" (= aktuelle Cursorposition)

                             
; Ein "buffer" ist normalerweise eine zum Bearbeiten geöffnete

                             
; (oft noch nicht gespeicherte) Datei.

(
print
 
"Hallo Welt!"
         
; Einfügen in ...

    
(
current-buffer
))
        
; ... den aktuellen "buffer", bei "point"

(
insert
 
"Hallo Welt!"
)
       
; das gleiche

(
print
 
"Hallo Welt!"
 
MARKER
)
 
; Einfügen in den aktuellen "buffer" bei MARKER

                             
; (ein Marker ist eine vom Benutzer gespeicherte Position)

```

(print ...) akzeptiert noch exotischere Möglichkeiten als BUFFER oder MARKER, die aber zu weit weg von einer simplen Ausgabe führen und deshalb hier nicht aufgeführt werden.
Keine der oben aufgeführten Möglichkeiten schreibt auf STDOUT oder STDERR, weil Elisp innerhalb von Emacs ausgeführt wird, der im typischen Einsatz kein befehlszeilenorientiertes Programm, sondern nach innen orientiert ist. Die am Anfang aufgeführten Varianten, die normalerweise in den Minibuffer schreiben, schreiben aber stattdessen auf STDERR, wenn man Emacs nicht-interaktiv (Option --batch) auf der Befehlszeile startet:
```
>
 
emacs
 
-Q
 
--batch
 
--eval
=
'(print "Hallo, Welt!")'

Hallo,
 
Welt!
>
 
emacs
 
-Q
 
--batch
 
--eval
=
'(print "Hallo, Welt!" t)'

Hallo,
 
Welt!
>
 
emacs
 
-Q
 
--batch
 
--eval
=
'(message "Hallo, Welt!")'

Hallo,
 
Welt!

```

Die Möglichkeit, auf STDOUT auszugeben, gibt es wohl nicht.

### Erlang
```
-
module
(
hallo
).

-
export
([
hallo_welt
/
0
]).

hallo_welt
()
 
->
 
io
:
fwrite
(
"Hallo Welt!
\n
"
).

```

## F

### F#
```
printfn
 
"Hallo Welt"

```

### Forth
Als Wort:
```
:
 
hallo-welt

."
 
Hallo, Welt!
"
 
cr

;

```

bzw. im Direktmodus:
```
.
( Hallo, Welt!)
 
cr

```

### Fortran
```
program 
hallo

   
print
 
*
,
 
"Hallo Welt!"

end program 
hallo

```

### Fortress
```
component
 
HalloWelt

  
export
 
Executable

  
run
(
args:
String
)
 
=
 
print
 
"Hallo Welt!"

end

```

### FreeBASIC
```
print
 
"Hallo Welt!"

sleep

```

## G

### GML
```
show_message
(
"Hallo Welt!"
);

```

oder:
```
draw_text
(
x
,
y
,
"Hallo Welt!"
);

```

### Gambas
```
PUBLIC
 
SUB
 
Form_Enter
()

    
PRINT
 
"Hallo Welt!"

END

```

### Go
```
package
 
main

import
 
"fmt"

func
 
main
()
 
{

	
fmt
.
Println
(
"Hallo Welt!"
)

}

```

### Groovy
```
println
 
"Hallo Welt!"

```

## H

### Haskell
```
main
 
::
 
IO
 
()

main
 
=
 
putStrLn
 
"Hallo Welt!"

```

### Haxe
```
class
 
Test
 
{

    
static
 
function
 
main
()
 
{

        
trace
(
"Hallo Welt!"
);

    
}

}

```

Die daraus kompilierten SWF- oder Neko-Bytecodes sind allein lauffähig. Zur Verwendung von kompiliertem JavaScript zusätzlich nötig:
```
<
html
><
body
>

<
div
 
id
=
“haxe:trace“
></
div
>

<
script
 
type
=
“text/javascript“
 
src
=
“hallo_welt_haxe.js“
></
script
>

</
body
></
html
>

```

## I

### IDL (RSI)
```
PRO hallo_welt

    PRINT, "Hallo Welt!"

END

```

### Io
```
"Hallo Welt!"
 
print

```

## J

### J#
```
public
 
class
 
HalloWelt

{

    
public
 
static
 
void
 
main
(
String
[]
 
args
)

    
{

        
System
.
Console
.
WriteLine
(
"Hallo Welt!"
);

    
}

}

```

### JavaScript

#### Im Browser
```
document
.
write
(
"Hallo Welt!"
);

```

#### MitNode.js
```
console
.
log
(
"Hallo Welt!"
);

```

### Java
Ausgabe in der Konsole:
```
class
 
Hallo
 
{

  
public
 
static
 
void
 
main
(
 
String
[]
 
args
 
)
 
{

    
System
.
out
.
println
(
"Hallo Welt!"
);

  
}

}

```

Ausgabe in einer Messagebox mit dem GUI-Toolkit Swing:
```
import
 
javax.swing.*
;

class
 
Hallo
 
{

  
public
 
static
 
void
 
main
(
 
String
[]
 
args
 
)
 
{

    
JOptionPane
.
showMessageDialog
(
 
null
,
 
"Hallo Welt!"
 
);

  
}

}

```

#### Java-Applet
Java-Applets funktionieren in Verbindung mit HTML.
Die Java-Datei:
```
import
 
java.applet.*
;

import
 
java.awt.*
;

public
 
class
 
HalloWelt
 
extends
 
Applet
 
{

  
public
 
void
 
paint
(
Graphics
 
g
)
 
{

    
g
.
drawString
(
"Hallo Welt!"
,
 
100
,
 
50
);

  
}

}

```

Nachfolgend der Code zum Einbau in eine HTML-Seite.
Vom W3C empfohlen:
```
<
object
 
classid
=
"java:HalloWelt.class"

        
codetype
=
"application/java-vm"

        
width
=
"600"
 
height
=
"100"
>

</
object
>

```

Für Kompatibilität zu sehr alten Browsern (nicht empfohlen):
```
<
applet
 
code
=
"HalloWelt.class"

        
width
=
"600"
 
height
=
"100"
>

</
applet
>

```

### Julia
```
println
(
"Hallo Welt!"
)

```

## K

### KiXtart
```
?
 
"Hallo Welt!"

```

### Kotlin
```
fun
 
main
()
 
{

    
println
(
"Hallo Welt!"
)

}

```

## L

### Lisp
```
(
print
 
"Hallo Welt!"
)

```

oder
```
(
princ
 
"Hallo Welt!"
)

(
terpri
)

```

Mit terpri erfolgt Zeilenumbruch.

### Logo
```
print
 
[Hallo
 
Welt!]

```

### Lua
```
print
 
(
"Hallo Welt!"
)

```

Hierbei können die Klammern um den String allerdings weggelassen werden:
```
print
 
"Hallo Welt!"

```

## M

### Matlab
```
fprintf
(
'Hallo Welt!'
);

```

oder
```
disp
(
'Hallo Welt!'
);

```

oder
```
disp
 
Hallo_Welt

```

oder
```
'Hallo Welt'

```

### mIRC Script
```
on 1:load:*: { echo Hallo Welt! }

```

### MS-DOSBatch
```
@
echo
 off

echo
 Hallo Welt!

```

## O

### Oberon
```
MODULE
 
HalloWelt
;

IMPORT
 
Write
;

BEGIN

    
Write
.
Line
(
"Hallo Welt!"
);

END
 
HalloWelt
.

```

### Object Pascal
CLI:
```
begin

  
write
(
'Hallo Welt!'
)
;

end
.

```

GUI:
```
{$APPTYPE GUI}

uses
 
Dialogs
;

begin

  
ShowMessage
(
'Hallo Welt!'
)
;

end
.

```

### OCaml
```
print_endline
 
"Hallo Welt!"
;;

```

### Objective-C
```
#import <stdio.h>

int
 
main
()

{

  
puts
(
"Hallo Welt!"
);

  
return
 
0
;

}

```

Oder mit Hilfe des Foundation-Frameworks (und in neuer typischer Schreibweise):
```
#import <Foundation/Foundation.h>

int
 
main
()
 
{

 
NSLog
(
@"Hallo Welt!"
);

 
return
 
0
;

}

```

#### Objective-CmitCocoa
```
#import <Cocoa/Cocoa.h>

@interface
 
Controller
 : 
NSObject

{

 
NSWindow
 
*
window
;

 
NSTextField
 
*
textField
;

}

@end

int
 
main
(
int
 
argc
,
 
const
 
char
 
*
argv
[])

{

 
NSAutoreleasePool
 
*
pool
 
=
 
[[
NSAutoreleasePool
 
alloc
]
 
init
];

 
NSApp
 
=
 
[
NSApplication
 
sharedApplication
];

 
Controller
 
*
controller
 
=
 
[[
Controller
 
alloc
]
 
init
];

 
[
NSApp
 
run
];

 
[
controller
 
release
];

 
[
NSApp
 
release
];

 
[
pool
 
release
];

 
return
 
EXIT_SUCCESS
;

}

@implementation
 
Controller

-
 
(
id
)
init

{

 
if
 
((
self
 
=
 
[
super
 
init
])
 
!=
 
nil
)
 
{

                
textField
 
=
 
[[
NSTextField
 
alloc
]
 
initWithFrame
:
NSMakeRect
(
10.0
,
 
10.0
,
 
85.0
,
 
20.0
)];

                
[
textField
 
setEditable
:
NO
];

                
[
textField
 
setStringValue
:
@"Hallo Welt!"
];

                
window
 
=
 
[[
NSWindow
 
alloc
]
 
initWithContentRect
:
NSMakeRect
(
100.0
,
 
350.0
,
 
200.0
,
 
40.0
)

                                                                                         
styleMask
:
NSTitledWindowMask
 
|
 
NSClosableWindowMask
 
|
 
NSMiniaturizableWindowMask

                                                                                           
backing
:
NSBackingStoreBuffered

                                                                                                 
defer
:
YES
];

                
[
window
 
setDelegate
:
self
];

                
[
window
 
setTitle
:
@"Hallo Welt!"
];

                
[[
window
 
contentView
]
 
addSubview
:
textField
];

                
[
window
 
makeKeyAndOrderFront
:
nil
];

 
}

 
return
 
self
;

}

-
 
(
void
)
windowWillClose:
(
NSNotification
 
*
)
notification

{

 
[
NSApp
 
terminate
:
self
];

}

@end

```

### OpenLaszlo
```
<canvas>

   
<text>
Hallo
 
Welt!
</text>

</canvas>

```

### Oz
```
{
Show
 
'Hallo Welt'
}

```

## P

### Pascal
```
program
 
Hallo_Welt
(
output
)
;

begin

  
writeln
(
'Hallo Welt!'
)

end
.

```

### PEARL
```
MODULE
 
(
HALLOWELT
);

    
SYSTEM
;

        
TERMINAL
:
DIS
<
->
SDVLS
(
2
);

    
PROBLEM
;

        
SPC
 
TERMINAL
 
DATION
 
OUT
 
ALPHIC
 
DIM
(,)
 
TFU
 
MAX
 
FORWARD
 
CONTROL
 
(
ALL
);

    
MAIN
:
TASK
;

       
OPEN
 
TERMINAL
;

       
PUT
 
'Hallo Welt!'
 
TO
 
TERMINAL
;

       
CLOSE
 
TERMINAL
;

   
END
;

MODEND
;

```

### Perl 5
```
#### Ausgabe auf STDOUT ####

print
  
"Hallo Welt!\n"
;
        
# " statt ', damit \n in Zeilenumbruch umgewandelt wird

printf
 
'Hallo Welt%s'
,
 
"\n"
;
   
# flexibler, wie C's printf (wieder "\n", nicht '\n')

#### Ausgabe auf STDERR (Zeilenumbruch wird automatisch angehängt) ####

warn
 
'Aber hallo, Welt!'
;
       
# mit Fehlermeldung (Programmdatei und Zeile)

die
  
'Lebewohl, Welt!'
;
         
# mit Fehlermeldung und Programmbeendigung

```

oder
```
use
 
feature
 
qw(say)
;

say
 
"Hallo Welt!"
;
    
# automatisch angehängter Zeilenumbruch

```

#### Perl 5mitTk
```
use
 
Tk
;

$init_win
 
=
 
new
 
MainWindow
;

$label
 
=
 
$init_win
 
->
 
Label
(

                            
-
text
 
=>
 
"Hallo Welt!"

                            
)
 
->
 
pack
(

                                      
-
side
 
=>
 
top

                                      
);

$button
 
=
 
$init_win
 
->
 
Button
(

                              
-
text
    
=>
 
"Ok"
,

                              
-
command
 
=>
 
sub
 
{
exit
}

                              
)
 
->
 
pack
(

                                        
-
side
 
=>
 
top

                                        
);

MainLoop
;

```

#### Perl 5mitWx
```
use
 
Wx
;

App
->
new
->
MainLoop
;

package
 
App
;

use
 
parent
 
qw(Wx::App)
;

sub
 
OnInit
 
{
 
Wx::Frame
->
new
(
 
undef
,
 
-
1
,
 
'Hallo Welt!'
)
->
Show
()
 
}

```

### Perl 6
```
#### Ausgabe auf STDOUT: ####

say
    
'Hallo Welt!'
;          
# hängt Zeilenumbruch automatisch an

put
    
'Hallo Welt!'
;          
# dito, bei einfachen Strings identisch zu say()

print
  
"Hallo Welt!\n"
;        
# " statt ', damit \n in Zeilenumbruch umgewandelt wird

printf
 
'Hallo Welt%s'
, 
"\n"
;   
# flexibler, wie C's printf (wieder "\n", nicht '\n')

## objektorientierter Aufruf (alles ist ein Objekt):

'Hallo Welt!'
.
say
;

'Hallo Welt!'
.
put
;

"Hallo Welt!\n"
.
print
;

'Hallo Welt!%s'
.
printf
(
"\n"
);   
# Zweites Argument bleibt ein Argument:

(
'Hallo Welt!%s'
, 
"\n"
).
printf
; 
# Das hier geht nicht!

#### Ausgabe auf STDERR (alle mit automatischem Zeilenumbruch): ####

note
 
'Aber hallo, Welt!'
;       
# einfache Ausgabe

warn
 
'Aber hallo, Welt!'
;       
# mit Fehlermeldung (Programmdatei und Zeile)

die
  
'Lebewohl, Welt!'
;         
# mit Fehlermeldung und Programmbeendigung

## objektorientierter Aufruf analog zu oben

```

### PHP
```
<?php

    
print
 
"Hallo Welt!"
;

?>

```

oder:
```
<?php

    
echo
 
"Hallo Welt!"
;

?>

```

oder:
```
<?=
"Hallo Welt!"
?>

```

oder alternativ bei CLI-Anwendungen:
```
<?php

    
fwrite
(
STDOUT
,
 
"Hallo Welt!"
);

?>

```

### Pike
```
int
 
main
()
 
{

    
write
(
"Hallo Welt!
\n
"
);

    
return
 
0
;

}

```

### PL/I
```
Test
:
 
procedure
 
options
(
main
)
;

    
put
 
skip
 
list
(
"Hallo Welt!"
)
;

end
 
Test
;

```

### PL/pgSQLprozedurale Spracherweiterung vonPostgreSQL
```
BEGIN
;
 
-- Eine Transaktion beginnen.

  
-- Eine Funktion namens hallo wird angelegt.

  
-- "void" bedeutet, dass nichts zurückgegeben wird.

  
CREATE
 
OR
 
REPLACE
 
FUNCTION
  
hallo
()
 
RETURNS
 
void
 
AS

  
-- Der Funktionskörper wird in $$-Stringliteralen gekapselt.

  
-- Hier steht $body$ zwischen den $-Zeichen.

  
-- Der Text zwischen den $-Zeichen muss eine Länge von mindestens 0 Zeichen aufweisen.

  
$
body
$

    BEGIN

       RAISE NOTICE  'Hallo Welt'; -- Eine Notiz wird aufgerufen.

    END;

  $
body
$
 
-- Ende des Funktionskörpers.

  
LANGUAGE
 
plpgsql
;
 
-- Die Sprache des Funktionskörpers muss angegeben werden.

SELECT
 
hallo
();

   
-- Die Funktion wird mit einem SELECT aufgerufen.

   
-- Die Ausgabe der Notiz erfolgt in der Konsole.

ROLLBACK
;
 
-- alles rückgängig machen durch Zurückrollen der Transaktion.

```

### PL/SQLprozedurale Spracherweiterung vonOracle
```
CREATE
 
OR
 
REPLACE
 
PROCEDURE
 
HelloWorld
 
as

BEGIN

   
DBMS_OUTPUT
.
PUT_LINE
(
'Hallo Welt!'
);

END;

/

set serveroutput on;

exec HelloWorld;

```

### PocketC
Konsole:
```
main
()
 
{

  
puts
(
"Hallo Welt!"
);

}

```

Dialogfenster:
```
main
()
 
{

  
alert
(
"Hallo Welt!"
);

}

```

In einer Textbox:
```
main
()
 
{

  
box
=
createctl
(
"EDIT"
,
"Test"
,
ES_MULTILINE
,
0x000
,
30
,
30
,
100
,
30
,
3000
);

  
editset
(
box
,
"Hallo Welt!"
);

}

```

### POV-Ray
```
camera
 
{

 
location
 
<
0
,
 
0
,
 
-
5
>

 
look_at
  
<
0
,
 
0
,
 
0
>

}

light_source
 
{

 
<
10
,
 
20
,
 
-
10
>

 
color
 
rgb
 
1

}

light_source
 
{

 
<
-
10
,
 
20
,
 
-
10
>

 
color
 
rgb
 
1

}

background
 
{

 
color
 
rgb
 
1

}

text
 
{

 
ttf
 
"someFont.ttf"

 
"Hallo Welt!"
,
 
0.015
,
 
0

 
pigment
 
{

   
color
 
rgb
 
<
0
,
 
0
,
 
1
>

 
}

 
translate
 
-
3
*
x

}

```

### PowerShell
Kommandozeile:
```
"Hallo Welt!"

```

alternativ:
```
Write-Host
 
"Hallo Welt!"

```

oder:
```
echo 
"Hallo Welt!"

```

oder:
```
[System.Console]
::
WriteLine
(
"Hallo Welt!"
)

```

Dialogfenster:
```
[void][System.Reflection.Assembly]
::
LoadWithPartialName
(
"System.Windows.Forms"
)

[System.Windows.Forms.MessageBox]
::
Show
(
"Hallo Welt!"
)

```

### Progress 4GL
```
DISPLAY 
"Hallo Welt!"
.

```

oder:
```
MESSAGE 
"Hallo Welt!"

  
VIEW-AS
 
ALERT-BOX
 
INFO
 
BUTTONS
 
OK
.

```

### Prolog
```
?-
 
write
(
'Hallo Welt!'
),
 
nl
.

```

### PureBasic
In der Konsole:
```
OpenConsole()

  Print("Hallo Welt!")

  Input() ;Beendet das Programm beim naechsten Tastendruck
CloseConsole()

```

Im Dialogfenster:
```
MessageRequester("Nachricht","Hallo Welt!")

```

Im Fenster:
```
If OpenWindow(1,0,0,300,50,"Hallo Welt!",#PB_Window_ScreenCentered|#PB_Window_SystemMenu) ; Oeffnet ein zentriertes Fenster

  TextGadget(1,10,10,280,20,"Hallo Welt!",#PB_Text_Border)                                ; Erstellt ein Textfeld "Hallo Welt!"

  Repeat
    event.i = WaitWindowEvent()                                                           ; Arbeitet die Windowsevents ab
  Until event = #PB_Event_CloseWindow                                                     ; solange, bis Schliessen geklickt wird
EndIf

```

### Python
Bis einschließlich Version 2 (print ist ein Schlüsselwort):
```
print
 
'Hallo Welt!'

```

Ab Version 3 (print ist eine Funktion):
```
print
(
'Hallo Welt!'
)

```

oder mit doppelten Anführungszeichen
```
print
(
"Hallo Welt!"
)

```

Als Easter Egg:
```
import
 
__hello__

```

#### PythonmitTkinter
```
from
 
tkinter
 
import
 
*
 
#'Tkinter' anstatt 'tkinter' in Python 2.x

root
 
=
 
Tk
()

Label
(
root
,
 
text
=
"Hallo Welt!"
)
.
pack
()

root
.
mainloop
()

```

## Q

### QBasic
```
PRINT
 
"Hallo Welt!"

```

## R

### R
```
print
(
"Hallo Welt!"
)

```

mit der cat()-Funktion
```
cat
(
"Hallo Welt!\n"
)

```

oder mit der writeLines()-Funktion
```
writeLines
(
"Hallo Welt!"
)

```

### Racket
```
#lang 
racket/base

"Hallo Welt!"

```

### REXX
```
say
 
"Hallo Welt!"

```

### Ruby
```
puts
 
"Hallo Welt!"

```

#### RubymitGTK
```
require
 
"gtk2"

Gtk
::
Window
.
new
(
"Hallo Welt!"
)
.
show_all
.
signal_connect
(
:delete_event
){
Gtk
.
main_quit
}

Gtk
.
main

```

#### RubymitTk
```
require
 
"tk"

TkRoot
.
new
{
 
title
 
"Hallo Welt!"
 
}

Tk
.
mainloop

```

### Rust
```
fn
 
main
()
 
{

  
println
!
(
"Hallo Welt"
);

}

```

## S

### SAS
```
data _null_;

   put "Hallo Welt!";

run;

```

oder (SAS Macro Language)
```
%put Hallo Welt!;

```

### Scala
Als interpretierbares Skript:
```
println
(
"Hallo Welt!"
)

```

Unter Ausnutzung des Traits App als übersetzbare Datei:
```
object
 
HalloWelt
 
extends
 
App
 
{

  
println
(
"Hallo Welt!"
)

}

```

oder Java-ähnlich als übersetzbare Datei:
```
object
 
HalloWelt
 
{

  
def
 
main
(
args
:
 
Array
[
String
])
 
{

    
println
(
"Hallo Welt!"
)

  
}

}

```

### Scheme
```
(
display
 
"Hallo Welt!"
)

(
newline
)

```

### Seed7
```
$ include "seed7_05.s7i";

const proc: main is func
  begin

    writeln("Hallo Welt!");

  end func;

```

### Smalltalk
Mit Enfin Smalltalk:
```
'Hallo Welt!'
 
out
.

```

Mit VisualWorks:
```
Transcript
 
show:
 
'Hallo Welt!'
.

```

### Spec#
```
using
 
System
;

public
 
class
 
Programm

{

    
public
 
static
 
void
 
Main
(
string
!
[]
!
 
args
)

    
requires
 
forall
{
int
 
i
 
in
 
(
0
:
args
.
Length
);
 
args
[
i
]
 
!=
 
null
};

    
{

        
Console
.
WriteLine
(
"Hallo Welt!"
);

    
}

}

```

### Standard ML
```
print
 
"Hallo Welt!
\n
"

```

### SQL
```
SELECT
 
'Hallo Welt!'
 
AS
 
message
;

```

Für Oracle-Datenbanken, MySQL
```
SELECT
 
'Hallo Welt!'
 
FROM
 
dual
;

```

Für IBM-DB2
```
SELECT
 
'Hallo Welt!'
 
FROM
 
sysibm
.
sysdummy1
;

```

Für MySQL, PostgreSQL, SQLite und MSSQL
```
SELECT
 
'Hallo Welt!'
;

```

### StarOffice Basic
```
sub
 
main

  
print
 
"Hallo Welt!"

end
 
sub

```

oder:
```
sub
 
HalloWeltAlternativ

    
MsgBox
 
"Hallo Welt!"

end
 
sub

```

### Swift
Swift 1.0:
```
println
(
"Hallo Welt!"
)

```

Swift 2.0:
```
print
(
"Hallo Welt!"
)

```

## T

### Tcl
```
puts
 
"Hallo Welt!"

```

### Tcl/Tk
```
package
 
require
 
Tk

label
 
.l
 
-
text
 
"Hallo Welt"

pack
 
.l

```

### XOTcl
```
proc
 
hello
 
{

puts
 
"Hallo Welt!"

}

```

### TI-Basic
```
:
Disp
 
"HELLO, WORLD!"

```

### Turing
```
put
 
"Hallo Welt!"

```

## U

### Unix-Shell
```
echo
 
'Hallo Welt!'

```

## V

### Verilog
```
module
 
hallo_welt
;

initial
 
begin

 
$display
 
(
"Hallo Welt!"
);

 
#
10
 
$finish
;

end

endmodule

```

### VHDL
```
entity
 
HelloWorld
 
is

end
 
entity
 
HelloWorld
;

architecture
 
Bhv
 
of
 
HelloWorld
 
is

begin

  
HelloWorldProc
:
 
process
 
is

  
begin

    
report
 
"Hallo Welt!"
;

    
wait
;

  
end
 
process
 
HelloWorldProc
;

end
 
architecture
 
Bhv
;

```

### Visual Basic,Visual Basic ScriptundVisual Basic for Applications
```
MsgBox
 
"Hallo Welt!"

```

…alternativ über den Windows Script Host:
```
WScript
.
Echo
 
"Hallo Welt!"

```

### Visual Basic .NET
Ausgabe in der Konsole:
```
Module
 
Module1

    
Sub
 
Main
()

        
Console
.
WriteLine
(
"Hallo Welt!"
)

    
End
 
Sub

End
 
Module

```

Ausgabe in einer Messagebox:
```
Class
 
Hallo

    
Sub
 
HalloWelt

       
MsgBox
(
"Hallo Welt!"
)

    
End
 
Sub

End
 
Class

```